# 小行星6162
小行星6162（英語：6162 Prokhorov）是一颗围绕太阳公转的小行星。1973年9月25日，柳德米拉·瓦斯列娜·朱然勒娃在克里米亚发现了此天体。
这颗小行星的绝对星等为27.26908204018374等。